# Eastern Standard
Eastern Standard è un'opera teatrale del drammaturgo statunitense Premio Pulitzer Richard Greenberg, debuttata a Seattle nel 1988.

## Trama
Stephen Wheeler, architetto di grande successo, pranza con Drew Paley, un artista gay e suo miglior amico dai tempi del college, in un raffinato ristorante dell'Upper East Side. Accanto a loro siede la consulente di Wall Street Phoebe Kidde e il produttore televisivo Peter, suo fratello, che rivela a Phoebe che gli è appena stata diagnosticata l'AIDS. Il pranzo viene interrotto dall'arrivo di May Logan, una senzatetto con problemi mentali, che crea subbuglio nel ristorante e spinge i quattro commensali a stringere un'improbabile amicizia con lei e la cameriera Ellen. Alcuni mesi dopo i sei passano il weekend nella casa si Stephen negli Hamptons. Phoebe e Stephen cominciano a provare una forte attrazione, mentre Peter, che non è pronto a parlare della sua diagnosi, rifiuta le profferte amorose di Drew. Ellen e May intanto, le uniche ospiti appartenenti alle classi lavoratrici, spingono i loro abbienti amici a riconsiderare le loro priorità con le loro difficoltà quotidiane.

## Storia degli allestimenti
La pièce debuttò a Seattle nel maggio 1988 con la regia di Michael Engler e un cast che annoverava Harry Groener (Stephen), Tom Hulce (Drew), Michael Cerveris (Peter), Valerie Mahaffey (Phoebe), Barbara Garrick (Ellen) e Marjorie Nelson (May). Il dramma fu accolto positivamente dalla critica locale, tanto da suscitare l'interesse di produttori teatrali newyorchesi. Eastern Standard ha fatto il suo debutto nell'Off Broadway nell'ottobre dello stesso anno, in scena al Manhattan Theatre Club con Dylan Baker (Stephen), Peter Frachette (Drew), Patricia Clarkson (Phoebe), Kevin Conroy (Peter), Barbara Garrick (Ellen) ed Anne Meara (May). Accolta entusiasticamente dalla critica newyorchese, la pièce fu riproposta al John Golden Theatre di Broadway, dove rimase in cartellone per 117 rappresentazioni e fu candidata a due Tony Award.